# Omocestus panteli
Omocestus panteli är en insektsart som först beskrevs av Bolívar, I. 1887.  Omocestus panteli ingår i släktet Omocestus och familjen gräshoppor. Inga underarter finns listade i Catalogue of Life.